# شون رودمان
شون رودمان (بالإنجليزية: Shaun Rudman)‏ مواليد 17 فبراير 1978، هو لاعب كرة مضرب جنوب أفريقي سابق وكان يلعب باليد اليمنى. أعلى تصنيف له في الفردي كان المركز الـ 658 في سنة 1999. أعلى تصنيف له في الزوجي كان المركز الـ 109 في سنة 2002.

## النهائيات

### الزوجي: (4)
| الرقم | السنة | الدورة                 | الأرضية | الشريك     | المنافس في النهائي            | النتيجة في النهائي      |
| ----- | ----- | ---------------------- | ------- | ---------- | ----------------------------- | ----------------------- |
| 1.    | 2001  | برستل، المملكة المتحدة | عشبية   | ويسلي مودي | جيل إلسينير توماس كيتولا      | 6–4, 6–3                |
| 2.    | 2001  | سيغوفيا، إسبانيا       | صلبة    | ويسلي مودي | نيفيل غودوين ماركوس أوندروسكا | 7–6(7–5), 6–3           |
| 3.    | 2002  | فولفسبورغ، ألمانيا     | سجاد    | يان هيرنتش | فيليبو مسوري جانلوكا بوتزي    | 7–6(7–3), 6–7(3–7), 6–3 |
| 4.    | 2002  | أندورا                 | صلبة    | ويسلي مودي | هيرميس جامونال ريكاردو ميلو   | 6–2, 6–1                |

## روابط خارجية
- شون رودمان على موقع رابطة محترفي التنس (الإنجليزية)
- شون رودمان على موقع الاتحاد الدولي لكرة المضرب (الإنجليزية)
- شون رودمان على موقع خلاصة التنس.كوم (الإنجليزية)